# باول ساندرز (مؤرخ)
باول ساندرز (بالإنجليزية: Paul Sanders)‏ هو مؤرخ بريطاني، ولد في 23 سبتمبر 1967.